# Poeciloderas lucipennis
Poeciloderas lucipennis är en tvåvingeart som beskrevs av Krober 1934. Poeciloderas lucipennis ingår i släktet Poeciloderas och familjen bromsar.
Artens utbredningsområde är Bolivia. Inga underarter finns listade i Catalogue of Life.